# 루오어
루오어(Luo) 또는 돌루오어(Dholuo [d̪ólúô])는 나일어족 루오어군에 속하는 언어 또는 한 방언으로, 케냐와 탄자니아 영토에 걸친 빅토리아호 동안 및 그 남부 지역에 분포하는 약 420만 명(2009년)의 루오족이 모어로 사용한다. 케냐방송공사(KBC)의 방송 언어로 사용된다.
인근 우간다의 알루르어, 아촐리어, 아돌라어, 랑고어와 상호 의사소통이 가능할 정도로 가깝다. 또한 이들은 모두 남수단의 광의의 돌루오어와 에티오피아의 아누아크어와 가까운데, 이는 루오족을 비롯한 광의의 루오계 민족의 공통 기원과 연관이 있다.

## 같이 보기
- 루오족